# Viktor Skumin
Viktor Andrejevič Skumin (rusky Ви́ктор Андреевич Скумин; 30. srpna 1948 Penzenská oblast, RSFSR, SSSR) je ruský a sovětský vědec, psychiatr, filozof a spisovatel. Po absolvování Charkovské národní lékařské univerzity v roce 1973, se stal psychoterapeutem v Kyjevském institutu kardiovaskulární chirurgie. V roce 1978 popsal novou nemoc, Skuminův syndrom. Zavedl metodu psychoterapie a sebezdokonalování založenou na optimistickém autosugesci pro psychologickou rehabilitaci kardiochirurgických pacientů (1979). Od roku 1980 do roku 1990 byl profesorem psychoterapie na Charkovské lékařské akademii postgraduálního vzdělávání. Hlavním výsledkem jeho vědecké činnosti byl objev „syndromu neurotického fantomu somatického onemocnění“ a „konceptu mentální složky chronického somatického onemocnění“. Od roku 1990 do roku 1994 zastával Skumin pozice předsedajícího profesora psychologie a pedagogiky a tělesné výchovy a zdravého života na Charkovské státní akademii kultury. V roce 1994 byl zvolen do funkce prezidenta a zakladatele "Světové organizace kultury zdraví" (Moskva). V roce 1995 se Skumin stal prvním šéfredaktorem časopisu To Health via Culture. Je známý tím, že vynalezl populární termín „Kultura zdraví“ (Culture of Health). Kromě psychiatrie a psychologie Skumin píše o zdravém životním stylu, józe a filozofii. Je spoluautorem řady ilustrovaných knih a článků o Agni józe, Rerichismu, ruském kosmismu, transhumanismu a New Age. Napsal knihy beletrie a texty pro několik písní.

## Život a kariéra
Viktor Skumin se narodil 30. srpna 1948 v Penzenská oblast, RSFSR, kde jeho otec - Andrew Skumin byl důstojník KGB. Po narození se rodina přestěhovala do města Kazaně, kde byl jeho otec jmenován do funkce předsedy vojenského tribunálu z vnitřních vojsk na Volze vojenského okruhu. Rodina se mnohokrát přestěhovala z jednoho města do druhého, kde byl Andrew Skumin jmenován na nové místo. Jednalo se zejména o města Penza, Čeljabinsk a Petrozavodsk. Z tohoto důvodu studoval v různých vzdělávacích institucích.
Skumin studoval medicínu na Charkovské národní lékařské univerzitě. Historie vyšší lékařské fakulty v Charkově je více než 200 let dlouhá a úzce souvisí s historií Vasilijské karazinské národní univerzity v Charkově , protože pochází z její lékařské fakulty. Univerzita - jedna z nejstarších univerzit Ruské říše a Sovětského svazu - byla založena v roce 1804, dekret o jejím založení podepsal ruský imperátor Alexandr I. Pavlovič a v té době byly schváleny první stanovy univerzity. Na univerzitě v Charkově byly stanoveny vysoké vědecké standardy. Jeho historie je spojena se jmény laureátů Nobelovy ceny - Lev Landau, Simon Kuznets, Ilja Mečnikov - a dalšími významnými vědci. Skumin absolvoval lékařskou univerzitu v roce 1973 s diplomem s vyznamenáním.
V roce 1968, když byl ještě studentem medicíny, navrhl termín Kultura zdraví (rusky: Культу́ра Здоро́вья ), který se rozšířil. Hlavním úkolem Kultury zdraví je implementovat inovativní zdravotní programy, které podporují holistický přístup k tělesné, duševní a duchovní pohodě.
V letech 1976 až 1980 Skumin studoval psychologické a psychiatrické problémy kardiochirurgie pod vedením Mykole Amosova, zakladatele a prvního ředitele Kyjevského institutu kardiovaskulární chirurgie. Poprvé v USSR tento ústav začal provádět chirurgickou léčbu srdečních vad (od roku 1955), ústav začal provádět operace kardiopulmonálním bypassem (od roku 1958) a náhradou mitrální chlopně (od roku 1963). V roce 1961 byl Amosov oceněn Leninovou cenou za chirurgii. V roce 1978 Viktor Skumin popsal novou nemoc, Skuminův syndrom. Zavedl metodu psychoterapie a sebezdokonalování založenou na optimistickém autosugesci pro psychologickou rehabilitaci kardiochirurgických pacientů (1979).
Viktor Skumin je ženatý. Má dva syny - Andreje a Maxima, vnučku Alici a vnuka Alexeje.

## Kultura zdraví, Agni-jóga a Teosofie

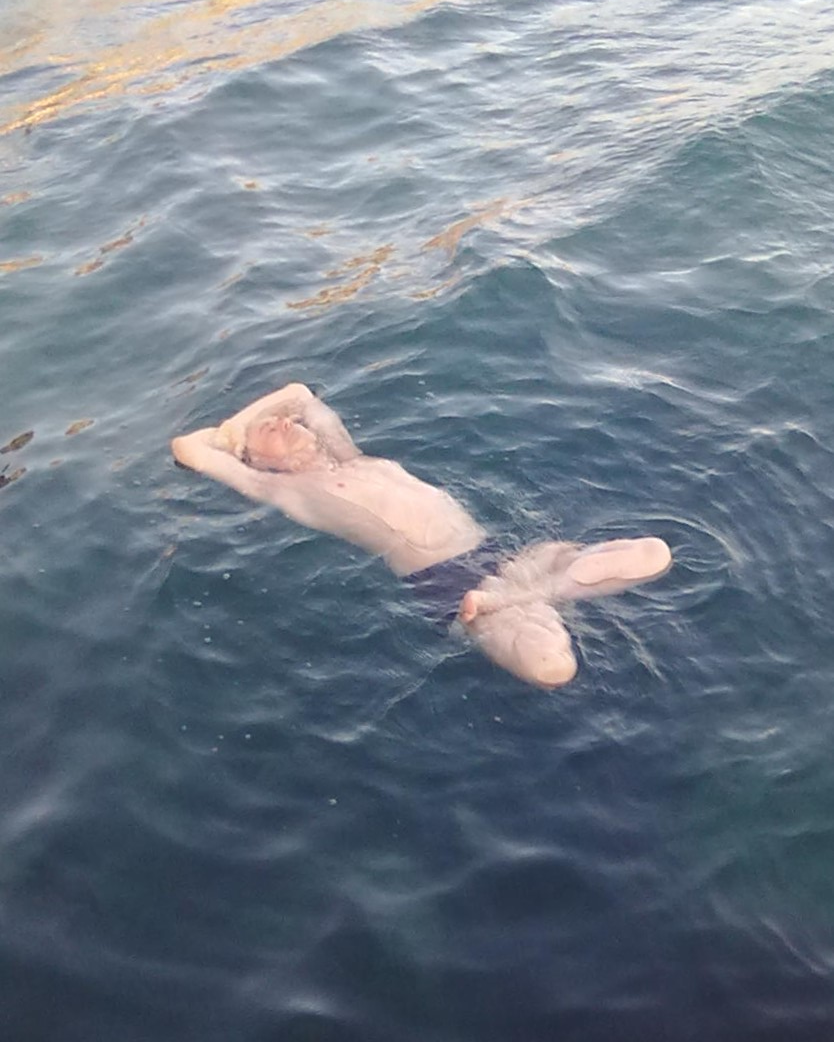
Viktor Skumin ve věku 72 let

Od roku 1990 do roku 1994, Skumin zastával pozice profesora předsedou psychologie a pedagogiky a profesorem předsedou tělesné výchovy a zdravého života na Charkovské státní akademii kultury . Skumin dokončil výzkum teoretických a praktických otázek kultury zdraví, který rozvíjel po celou dobu své vědecké a pedagogické činnosti. Tyto metody zavedl ve výcvikovém kurzu pro studenty Akademie: Základy kultury zdraví. Jeho vědecké a pedagogické dílo Skumin se spojuje se sociální aktivitou. V roce 1994 byl zvolen do funkce prezidenta-zakladatele Mezinárodní sociálního hnutí „Ke Zdraví prostřednictvím Kultury“ (anglicky World Organisation of Culture of Health - WOCH). Erb WOCH obsahuje symbol Agni-jóga.
Victor Skumin vyvinul theosofický koncept duchovní evoluce a v roce 1990 navrhl klasifikaci Homo spiritalis (lat.: duchovní člověk), šesté kořenové rasy, sestávající z osmi podras: HS0 Anabiosis spiritalis, HS1 Scientella spiritalis, HS2 Aurora spiritalis, HS3 Ascensus spiritalis, HS4 Vocatus spiritalis, HS5 Illuminatio spiritalis, НS6 Creatio spiritalis, HS7 Servitus spiritalis.

## Literární a publikační činnost
Viktor Skumin napsal několik beletristických knih a také eseje. Je autorem hudby a textů několika písní. Mezi nimi hymna „Ke zdraví prostřednictvím kultury“. Tato hymna se skládá ze čtyř slok. Velká písmena každé ze čtyř slok tvoří slovo Agni. V roce 1995 se Skumin stal prvním šéfredaktorem časopisu To Health via Culture. Tento časopis obdržel mezinárodní standardní sériové číslo (ISSN) 0204-3440. Hlavními tématy časopisu jsou šíření myšlenek kultury zdraví, celostní medicíny a roerichismu. Organizace má také vlastní vydavatelství („Ke zdraví prostřednictvím kultury“). Skumin napsal mnoho knih a článků na různá lékařská a duchovní témata, která obhajovala holistický přístup ke zdraví. Je autorem nebo spoluautorem řady ilustrovaných knih o kultuře zdraví, Agni-józe a Roerichismu.

### Publikace
- Skumin V A [online]. Harvard Library [cit. 2922-03-11]. Dostupné online.
- Скумин Виктор Андреевич [online]. Biblus.ru [cit. 2022-03-23]. Dostupné v archivu pořízeném z originálu dne 4 March 2021. (rusky)
- СКУМИН, Виктор Андреевич. Психотерапия и психопрофилактика в системе реабилитации больных с протезами клапанов сердца: Автореферат диссертации на соискание учёной степени кандидата медицинских наук. 1. vyd. Харьков: Министерство здравоохранения СССР, 1980. 17 s. Dostupné v archivu pořízeném z originálu dne 3 Leden 2022.
- СКУМИН, Виктор Андреевич. Пограничные психические расстройства у детей и подростков с хроническими болезнями пищеварительной системы (клиника, систематика, лечение, психопрофилактика). Автореферат диссертации на соискание учёной степени доктора медицинских наук. 1. vyd. Москва: Министерство здравоохранения СССР, 1988. 48 s. Dostupné v archivu pořízeném z originálu dne 23 Březen 2022.

- СКУМИН, Виктор Андреевич. Культура Здоровья. Избранные лекции. 1. vyd. Чебоксары: Региональная организация Международного общественного Движения «К Здоровью через Культуру», 2002. 264 s. Dostupné v archivu pořízeném z originálu dne 27 Leden 2022. ISBN 5-88167-019-1.
- СКУМИН, Виктор Андреевич; БОБИНА, Людмила Анатольевна. Гимны Культуры Здоровья. Учебное пособие.. 1. vyd. Чебоксары: Международное общественное Движение «К Здоровью через Культуру», 2013. 52 s. Dostupné v archivu pořízeném z originálu dne 3 Leden 2022. ISBN 978-5-88167-041-2.